# Maljeva
Maljeva (cyr. Маљева) – wieś w Bośni i Hercegowinie, w Republice Serbskiej, w gminie Kotor Varoš. W 2013 roku liczyła 200 mieszkańców.